# Zaozerne
Zaozerne (în ucraineană Заозерне) este o așezare de tip urban din orașul regional Ievpatoria, Republica Autonomă Crimeea, Ucraina. În afara localității principale, nu cuprinde și alte sate.

## Demografie
Componența lingvistică a așezării de tip urban Zaozerne
     Rusă (84,62%)
     Ucraineană (13,27%)
     Alte limbi (1,11%)
Conform recensământului din 2001, majoritatea populației așezării de tip urban Zaozerne era vorbitoare de rusă (84,62%), existând în minoritate și vorbitori de ucraineană (13,27%).